# James M. Hazlett
James Miller Hazlett (* 14. Oktober 1864 in Londonderry, Vereinigtes Königreich; † 8. November 1941 in Philadelphia, Pennsylvania) war ein nordirisch-amerikanischer Politiker. Im Jahr 1927 vertrat er den Bundesstaat Pennsylvania im US-Repräsentantenhaus.

## Werdegang
Im Alter von zwei Jahren kam James Hazlett aus seiner nordirischen Heimat nach South Philadelphia in Pennsylvania. Er besuchte die öffentlichen Schulen seiner neuen Heimat und arbeitete danach in der Schmiede seines Vaters. Bis 1915 war er als Schmied tätig. Gleichzeitig schlug er als Mitglied der Republikanischen Partei eine politische Laufbahn ein. 1896 wurde er Mitglied des Stadtrats von Philadelphia. In den folgenden Jahren gehörte er verschiedenen lokalen Gremien an. Von 1915 bis 1936 war er Notar (Recorder of Deeds) in Philadelphia.
Bei den Kongresswahlen des Jahres 1926 wurde Hazlett im ersten Wahlbezirk von Pennsylvania in das US-Repräsentantenhaus in Washington, D.C. gewählt, wo er am 4. März 1927 die Nachfolge von William Scott Vare antrat. Er konnte dieses Mandat aber nur bis zu seinem Rücktritt am 20. Oktober 1927 ausüben. Zwischen 1928 und 1934 war Hazlett Vorsitzender des Republican Central Campaign Committee, des Wahlkampfkomitees seiner Partei. In den Jahren 1928 und 1932 nahm er als Delegierter an den jeweiligen Republican National Conventions teil; von 1935 bis 1937 gehörte er dem Board of Road Viewers an. Er starb am 8. November 1941 in Philadelphia.